# میان‌پنجگان
میان‌پنجگان (نام علمی: Mesonychidae) تیره‌ای از میان‌پنجه‌سانان منقرض شده گوشت‌خوار با جثه متوسط تا بزرگ بودند. آن‌ها بومی آمریکای شمالی و اوراسیا از پالئوسن پیشین تا الیگوسن پیشین (۶۳ تا ۲۸ میلیون سال پیش) بودند و برای نزدیک به ۳۰ میلیون سال بر زمین گام می‌گذاردند.

## رده‌بندی
این تیره شامل سرده‌ها و گونه‌های زیر بود:
- سرده Ankalagon
  - A. saurognathus
- سرده Dissacus
  - D. argenteus
  - D. europaeus
  - D. indigenus
  - D. magushanensis
  - D. navajovius
  - D. praenuntius
  - D. rotundus
  - D. serior
  - D. serratus
  - D. willwoodensis
  - D. zanabazari
  - D. zengi
- سرده Guilestes
  - G. acares
- سرده Harpagolestes
  - H. immanis
  - H. koreanicus
  - H. orientalis
- سرده Hessolestes
  - H. ultimus
- سرده Hukoutherium
  - H. ambigum
  - H. shimemensis
- سرده Jiangxia
  - J. chaotoensis
- سرده میان‌پنجه
  - M. obtusidens
  - M. uintensis
- سرده Mongolestes
  - M. hadrodens
  - M. huangheensis
- سرده Mongolonyx
  - M. dolichognathus
  - M. robustus
- سرده ستبرکفتار
  - P. gigantea
  - P. intermedia
  - P. ossifraga
  - P. gracilis
- سرده چینی‌پنجه
  - S. jiashanensis
- سرده Synoplotherium
  - S. vorax
- سرده Yangtanglestes
  - Y. conexus